# Acicori
Acicori (en grec antic: Ἀκιχώριος, llatí: Acichorius) va ser un dels líders gals (més tard anomenats gàlates) que van envair Tràcia i Macedònia l'any 280 aC, juntament amb Brennus.
L'any 279 aC va passar de Peònia a Grècia. Hi ha autors que suposen que Acicori era només un títol de Brennus.